# Taste (hudební skupina)
Taste je irská rocková and bluesová hudební skupina založená v roce 1966. Její zakladatel byl skladatel a hudebník Rory Gallagher.

## Historie
Skupina Taste (původně psáno "The Taste") byla založena v Corku, Irsko, v srpnu 1966, jako trio, které tvořili Rory Gallagher (kytara a zpěv), Eric Kitteringham (basová kytara) a Norman Damery (bicí). Vystupovali v Hamburku a Irsku a později v hotelu Maritime, R&B klubu v Belfastu, Severní Irsko.
V roce 1968 začali Taste vystupovat ve Spojeném království, kde se původní sestava rozpadla. Byla založena nová sestava s Richardem McCrackenem (baskytara) a Johnem Wilsonem ( bicí). Noví Taste se na trvalo přestěhovali do Londýna, kde podepsali smlouvu se společností Polydor. V listopadu 1968, skupina společně s Yes, vystupovala na koncertech Cream, kterými se Cream loučili se svými fanoušky. V době kdy byli s Polydorem začali koncertovat po Spojených státech a Kanadě s britskou superskupinou Blind Faith. V dubnu 1969 vydali první z jejich dvou studiových alb, stejnojmenné Taste, následně pak začátkem roku 1970 album On the Boards, kde se projevily vlivy jazzu, kdy Gallagher hrál na saxofon na několika skladbách.
Další vystoupení přišlo v roce 1970 na Isle of Wight Festival 1970, vedle Jimi Hendrixe a The Who. Ten samý rok Taste koncertovali po Evropě, ale skupina byla rozpuštěna Gallagherem, který se rozhodl pokusit o sólovou kariéru. Jejich poslední vystoupení bylo na Silvestra v Belfastu. Wilson a McCracken začátkem roku 1971 založili skupinu 'Stud' společně s Jimem Creganem a Johnem Weiderem.

## Diskografie

### Studiová alba
| Rok  | Album         | UK | Label   |
| ---- | ------------- | -- | ------- |
| 1969 | Taste         | —  | Polydor |
| 1970 | On the Boards | 18 | Polydor |
| 1972 | Taste First   | —  | BASF    |

### Koncertní alba
| Year | Album                     | UK | Label           |
| ---- | ------------------------- | -- | --------------- |
| 1971 | Live Taste                | 14 | Polydor         |
| 1971 | Live at the Isle of Wight | 41 | Polydor         |
| 1978 | In Concert                | —  | Ariola          |
| 2010 | Live in San Francisco     | —  | M Bop / Disonic |

### Singly
- "Blister on the Moon" / "Born on the Wrong Side of Time" – Major Minor, 1968 (Pro Polydor Records v roce 1969)
- "Born on the Wrong Side of Time" / "Same Old Story" – Polydor, 1969
- "What's Going On" / "Born on the Wrong Side of Time" + "Blister on the Moon" – Polydor, 1969
- "Wee Wee Baby" / "You've Got to Play" – BASF, 1972 (Exkluzivně pro Německo)
- "What's Going On" / "Railway and Gun" – Polydor
- "Blister on the Moon" + "Sugar Mama" / "Catfish" + "On the Boards" – Polydor, 1982
- "Born on the Wrong Side of Time" / "Same Old Story" – Polydor (Exkluzivně pro Itálii)
- "Born on the Wrong Side of Time" / "Same Old Story" – Polydor (Exkluzivně pro Japonsko)
- "If I Don't Sing I'll Cry" / "I'll Remember" – Polydor (Exkluzivně pro Španělsko)[2]

### Kompilace
- "Pop History, Vol. IX – Taste" – Polydor, 1971[2]
- The Best of Taste – Polydor, 1994[2]

### DVD
- Message To Love – 1995 (Isle of Wight Festival záznamy skladeb "Sinner Boy" a "Gamblin' Blues")